# Elmer Mejía
Elmer Mejía Rodríguez, né le 23 juin 1978 à Comayagua au Honduras, est un footballeur. De nationalité hondurienne puis naturalisé nicaraguayen, qui évolue au poste de milieu offensif. Il joue actuellement pour le club nicaraguayen du Real Estelí.
Il évolue au sein de deux équipes nationales différentes au cours de sa carrière. Il compte une sélection pour l'équipe du Honduras. Après sa naturalisation nicaraguayenne, il dispute 4 matchs avec l'équipe du Nicaragua.

## Biographie

### Carrière internationale
Elmer Mejía connaît deux sélections nationales différentes en tant que joueur, le Honduras en 2001 et le Nicaragua en 2014.
Il joue son unique sélection en équipe du Honduras le 7 juillet 2001, pour un match amical contre l’Équateur (1-1).
Après sa naturalisation, il fait ses grands débuts sous le maillot de la sélection nicaraguayenne, le 14 août 2014, lors d'un match amical contre le Guatemala (défaite 3-0). Il est sélectionné pour la Copa Centroamericana de 2014, et participe à trois matchs de la compétition.